# Jenő Nyáry
Jenő Nyáry, född 29 februari 1836 i Bagonya, död 29 juni 1914 i Piliny, var en ungersk baron och arkeolog. 
Nyáry blev 1880 sektionsråd i ungerska ministeriet för jordbruk och handel och 1883 ledamot av Ungerska akademien. Han upptäckte det stora gravfältet från bronsåldern vid Piliny i komitatet Nógrád samt utgav 1873 en uppseendeväckande skrift över de där funna skeletten och 1881 ett arbete över Aggtelekgrottans betydelse såsom förhistoriskt gravfält.